# تثبيت (وراثة)
في علم الوراثيات السكانية، التثبيت هو التغير في تجميعة الجينات، بحيث يحدث تبدل من حالة يتواجد فيها على الأقل أليلان (شكلان مختلفان من الجين) لحالة يبقى فيها فقط أحد الألائل. مصطلح «التثبيت» قد يدل على الجينات بشكل عام أو على مواقع صبغوية معينة.
خلال عملية تبادل الدنا، يظهر أليل جديد بفعل الطفرات ويمر بالتثبيت من خلال الانتشار بالتجمع بواسطة الانحراف الجيني العشوائي و/أو الاصطفاء. وما أن يصل تواتر الأليل لمئة بالمئة (أي أنه يستبدل الأليل السلفي بالكامل ويصبح الأليل الوحيد الموجود في أي فرد)، فإنه يعتبر مثبتاً في التجمع.